# ハニーセレクト
『ハニーセレクト』は、2016年9月9日にILLUSIONから発売されたアダルトゲームである。
2018年にはFAKKUより、ILLUSIONのタイトルとしては初の公式英語版となる『Honey Select Unlimited』が海外向けの無修正仕様で発売されている。
2020年5月29日には、本作の続編にあたる『ハニーセレクト2 リビドー』も発売された。

## システム

### カスタマイズ
本作は2015年9月11日に発売された『Sexyビーチ プレミアムリゾート』のカスタマイズ要素を強化し、ゲーム性をほぼ排除、作成したキャラクターとのセックスに内容を特化したものとなっている。『Sexyビーチ プレミアムリゾート』の衣装やアクセサリはすべて収録されているほか、『Sexyビーチ プレミアムリゾート』でカスタマイズした女性キャラクターをコンバートすることも可能である。
プレイヤーは、案内人シトリー・レンブラント（声：春日アン）に導かれ、パートナーを見つけて一緒に甘い時を過ごすことになった旅人としてゲームを進めていく。まず、明るい（声：羽高なる）、ツンデレ（声：ヒマリ）、おっとり（声：佐倉もも花）、無口（声：片倉ひな）、ヤンデレ（声：御苑生メイ）、大雑把（声：ももぞの薫）、生真面目（声：手塚りょうこ）、ボーイッシュ（声：野上結生）、元気（声：麻黒ほん）の9タイプのキャラクターの中から1人を選び、カスタマイズをする。キャラクターの容姿は体系や筋肉量から声の高さまで細かくカスタマイズすることができ、エルフのように耳を長くする設定することも可能である。また、心情・主人公に対する第一印象・H特性もカスタマイズすることが可能である。このほかにも、シトリーに頼んで女の子を探してもらう形でランダムにキャラクターをカスタマイズすることも可能である。
カスタマイズした女性キャラクターは「ルーム」に登録して、会いに行くことができる。ゲーム内では「日常的なイベント」「Hなイベント」「家出」といったイベントが発生し、カスタマイズした心情の内容や段階によって普段の態度やイベントの内容が変化する。本作ではやりこみ要素として実績システムがあり、実績の中にはヒロインを精神崩壊させることで解放されるものもある。
特定の条件を満たすとカスタマイズ可能なタイプのキャラクターに几帳面（声：春日アン）が追加され、さらに条件を満たすと、案内人であるシトリーもカスタマイズ対象として追加される。ただし、シトリーは容姿のみカスタマイズ可能であり、心情などのカスタマイズはできない。
カスタマイズした女性キャラクターはアップローダーへ投稿できるほか、ほかのユーザーが投稿した女性キャラクターをダウンロードしてゲームに追加することもできる。また、プレイヤーが操作する男性キャラクターのカスタマイズも可能である。

### ダウンロードコンテンツ・追加パック
公式ウェブサイトにて、VR専用のHシーンプレイヤー『ハニーセレクトVR』が無料配信されていた。VR専用のHシーンプレイヤーは、一部の例外作品を除いてその後のILLUSION作品の大半で発売後の追加データとして配布されるようになっている。
2016年12月22日に発売された『ハニーセレクト 性格追加パック -活発-』では、カスタマイズ可能なキャラクターのタイプに活発（声：金松由花）が追加された。
2017年4月28日に発売された拡張パック『ハニーセレクト 〜パーティー〜』では、カスタマイズ可能なキャラクターのタイプに妖艶（声：野々村紗夜）と誠実（声：橘美月）が追加されたほか、キャラクターにポーズをとらせてシーンを作成するスタジオ機能が導入された。
また、『ハニーセレクト 〜パーティー〜』購入特典として、『ハニーセレクト』用キャラクターデータにRPG的な各種データと戦闘モーションを割り当ててユニットを制作し、それら組み合わせたチームを盤面上で戦わせるターン制の戦術ストラテジーゲーム『バトルアリーナ』が入手できた。

## 評価
ASCII倶楽部のハッチは、『ハニーセレクトVR』について『Sexyビーチ プレミアムリゾート』よりも肌や服装の描写がリアルになったと評した。
Kotakuのジータ・ジャクソンは『Honey Select Unlimited』について「開発元がアメリカの褐色肌のバイセクシャルのユーザーを引き込むことを想定していたかはわからないが、私は自分が魅力的だと感じる性的な特徴を持った女の子を自らの手で作りたいと感じた」と述べ、キャラクターのカスタマイズの自由度が高く、キャラクターの性的嗜好や性格までをもカスタマイズできる点を評価した。
その一方でジャクソンは、当初キャラクターのカスタイマイズは無限だと感じたが遊ぶうちにだんだん限界が見えてきたほか、Hシーンで女性キャラクターが男性キャラクターの後ろにいるプレイヤーを見ているように見えると指摘した。